# Phyllonorycter antiochella
Phyllonorycter antiochella là một loài bướm đêm thuộc họ Gracillariidae. Nó được tìm thấy ở Hoa Kỳ (California).
Ấu trùng ăn Quercus agrifolia. Chúng ăn lá nơi chúng làm tổ.